# Christiane Scrivener
Christiane Scrivener (ur. 1 września 1925 w Miluzie, zm. 8 kwietnia 2024) – francuska polityk, urzędnik państwowy i menedżer, eurodeputowana I i II kadencji, w latach 1989–1995 członkini Komisji Europejskiej.

## Życiorys
Studiowała m.in. psychologię na Uniwersytecie Paryskim, została również absolwentką Harvard Business School. Pracowała w różnych organizacjach gospodarczych, w latach 1969–1979 była dyrektorem generalnym ASTEF, agencji zajmującej się współpracą techniczną, przemysłową i gospodarczą. Od 1976 do 1978 pełniła funkcję sekretarza stanu do spraw konsumentów w rządach, którymi kierowali Jacques Chirac i Raymond Barre.
W latach 1979–1989 sprawowała mandat posłanki do Parlamentu Europejskiego dwóch kadencji, była wówczas związana z Partią Republikańską i federacyjną Unią na rzecz Demokracji Francuskiej. Od 1989 do 1995 wchodziła w skład dwóch Komisji Europejskich Jacques’a Delorsa jako komisarz do spraw podatków i unii celnej. W 1996 została mediatorem w banku Société Générale.
Odznaczona Legią Honorową klasy V (1979) i IV (1995).